# SA-5 (Apollo)
Ne doit pas être confondu avec le missile soviétique S-200 Angara, désigné « SA-5 » par l'OTAN.
SA-5, pour « Saturn Apollo-5 » (COSPAR ID : 1964-005A, SATCAT No. 744), fut le cinquième vol du lanceur américain Saturn I et le premier vol de sa deuxième version, aussi désignée « Block II ». Lancé le 29 janvier 1964 de Cap Canaveral, en Floride, ce vol faisait partie du programme Apollo. Le président John Kennedy identifia ce lancement comme étant celui qui placerait la capacité d'emport américaine au-dessus de celle des Soviétiques, après avoir passé plus de six ans en retrait, depuis le lancement de Spoutnik.

## Améliorations et objectifs

### Nouveautés et ambitions
La principale nouveauté du vol SA-5 fut l'emploi de deux étages fonctionnels sur la fusée Saturn I : le premier étage S-I et le deuxième étage S-IV. Le deuxième étage était équipé de six moteurs RL-10A-3, brûlant de l'hydrogène liquide,,. Bien que ce moteur dût initialement être testé plusieurs années auparavant sur l'étage supérieur Centaur, le premier exemplaire du Centaur ne prit l'air que deux mois avant le vol SA-5. Cet étage fut livré à la base de Cap Canaveral par un Boeing 377 Stratocruiser modifié, le « Pregnant Guppy ».
Une autre modification majeure incluait l'agrandissement des réservoirs de carburant du premier étage. Pour la première fois, la fusée allait embarquer ses 340 500 kg de carburant prévus pour son premier étage — soit une augmentation de 31 % — et utiliser huit moteurs à la puissance majorée, développant chacun une poussée de 836 kN. Le premier étage reçut également pour la première fois huit ailettes — deux petites et deux plus longues —, afin d'améliorer sa stabilité en vol. Comme lors du vol précédent, la fusée emportait toujours un cône issu d'une fusée Jupiter-C,,,, à la place du simulateur de masse (« boilerplate ») représentant le vaisseau Apollo emporté par les fusées des vols suivants. Il était toutefois lesté par un réservoir rempli d'eau, afin de reproduire la masse du futur vaisseau Apollo,.
Une autre nouveauté est le déplacement de l'ordinateur de guidage et contrôle de la fusée au sommet du deuxième étage, emplacement qui serait le sien sur les vols de Saturn V qui emmèneraient des astronautes vers la Lune. Cette nouvelle et première véritable « case à équipements », installée dans un segment dédié au-dessus du deuxième étage S-IV de la fusée, avait un diamètre de 3 900 mm pour une hauteur de 1 500 mm et avait été à la fois conçue et construite au Centre Marshall. Les équipements de guidage, télémesure, poursuite, surveillance et génération électrique étaient installés à l'intérieur de quatre conteneurs cylindriques pressurisés, attachés comme des rayons de roue de vélo autour d'un plot central au sommet du deuxième étage S-IV,. Leur rôle était de contrôler la montée de la fusée à travers l'atmosphère, en compensant automatiquement les effets du vent ou de la perte d'un moteur pendant l'ascension. Ce nouvel élément structurel fut conçu pour donner plus de flexibilité aux ingénieurs et permettait de réaliser rapidement des modifications entre les lancements, en fonction des résultats obtenus lors des vols précédents ou des nouveaux besoins de la mission à venir.
Pour la première fois au cours du programme Apollo, ce vol allait être une mission orbitale. Ce fut rendu possible par la présence d'un premier étage plus puissant, et l'ajout du deuxième étage. La fusée devait entrer dans une orbite elliptique et retomber dans l'atmosphère deux jours plus tard, son orbite ne pouvant être maintenue indéfiniment et se détériorant à cause de la traînée aérodynamique résiduelle présente dans l'espace.
Le président John Kennedy fit spécifiquement référence à ce lancement lors d'un discours effectué à Brooks Air Force Base, à San Antonio, au Texas, le 21 novembre 1963 — la veille de son assassinat —, au cours duquel il déclara :

« Et en décembre, bien que je considère que notre maîtrise de l'espace soit loin d'être réalisée, alors que je reconnais qu'il existe toujours des domaines dans lesquels nous sommes derrière [les Soviétiques] — au moins une, la taille du premier étage — cette année, j'espère que les États-Unis seront devant,. »

— John F. Kennedy, 21 novembre 1963, discours à Brooks AFB.

### SA-5et les caméras
Depuis les premiers lancements américains, les équipes de scientifiques et d'ingénieurs affectés aux divers projets spatiaux avaient toujours désiré obtenir la plus grande couverture cinématographique de chaque vol d'un lanceur. Toutefois, bien que de nombreux systèmes fussent développés et testés avec succès dès les vols de la fusée Redstone, en 1961, aucun de ces appareillages ne fut installé sur les fusées Saturn I appartenant à la première version (dite « Block I »), principalement par manque de budget et de temps. Après quatre vols observés « seulement » par des stations de poursuite terrestres, il fut décidé de tester ces systèmes sur la première fusée à employer deux étages actifs, dite « Block II », celle du vol SA-5.
La responsabilité des caméras devint un programme commun entre un laboratoire du Centre Marshall et un contractant civil de Chicago, le Cook Technological Center, qui fut désigné en octobre 1961 pour développer des systèmes de nacelles de caméras jetables et récupérables après chaque lancement, devant être utilisées sur les vols SA-5, SA-6 et SA-7.
Les capsules contenant les caméras étaient constituées de trois sections :
- le compartiment des lentilles, qui contenait les lentilles et une fenêtre en quartz[13] ;
- le compartiment contenant la caméra et son unité de contrôle[13] ;
- le compartiment contenant les pellicules, équipé d'un ensemble de dispositifs permettant sa descente et sa récupération en mer, avec des ailettes de stabilisation, un ballute pour la descente et la flottaison, un émetteur radio et lumineux ainsi que des marqueurs chimiques pour le repérage, et d'autres systèmes moins communs, tels un répulsif à requins[13].

Ces capsules étaient conçues pour encaisser toutes les contraintes du vol et de leur retour sur Terre, supportant par exemple des impacts violents et des séjours prolongés dans l'eau salée. Lors du vol SA-5, quatre caméras de type « A » furent installés pour filmer des zones extérieures de la fusée, filmant vers le haut. Quatre autres, de type « B », filmaient en position inversée l'intérieur des réservoirs de LOX et de la séparation inter-étages entre le S-I et le S-II. La plupart de ces caméras filmaient en couleur, les techniciens estimant que ce procédé donnait un meilleur aperçu tridimensionnel des phénomènes observés. Pour les zones intérieures, de puissantes lampes à incandescence permettaient d'éclairer les zones à surveiller.

## Vol

### Préparation pré-vol

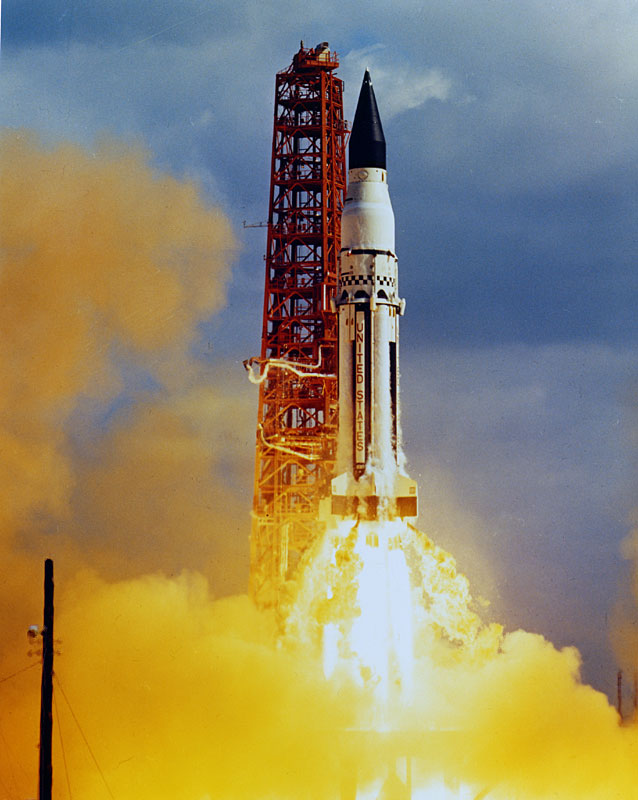
Lancement de la première Saturn I Block II, en janvier 1964.

La préparation pré-vol de la mission SA-5 connut de nombreux incidents et reports de calendrier. Elle fut la plus longue de toutes les préparations pré-vol de la deuxième version de la fusée Saturn I, avec 70 jours de plus que la moyenne du temps de préparation des vols restants SA-6 à SA-10, qui était de 91 jours.
Les trois étages furent livrés à la base de lancement de Cap Canaveral les 21 août et 21 septembre 1963. L'équipe de lancement de Gruene érigea le premier étage de la fusée le 23 août et, au cours des trente jours qui suivirent, exécuta des tests de systèmes mécaniques, des calibrations d'instruments, ainsi que des tests de télémesure et des liaisons radio. La seule difficulté majeure vint d'un problème inattendu : les ascenseurs. En effet, les machines des tours de services étaient utilisées de manière intensive et étaient toujours bondées, si bien qu'elles étaient souvent hors-service. De plus, la partie haute de ces machineries, situées à plus de quatre-vingt dix mètres du sol, était exposée aux éléments et à la météo, ce qui rendait inévitables de fréquentes opérations de maintenance. À partir de septembre 1963, le regain d'activité lié à SA-5 et dépendant des ascenseurs fut déclaré comme étant une source d'inquiétude pour la suite des opérations. Gruene informa Kurt H. Debus que l'usage des ascenseurs était désormais critique et inquiétant. Il tenta d'achever l'équipement de la tour de service avant la fin des horaires normaux de travail, afin de minimiser le problème.
À Sacramento, les ingénieurs de la compagnie Douglas achevèrent quatre semaines de tests de l'étage S-IV le 10 septembre. Il fut ensuite retiré de son support et envoyé vers Cap Canaveral à l'aide du Boeing 377 Stratocruiser modifié. Le personnel de l'entreprise effectua une inspection poussée de l'étage, incluant des mesures sonores pour détecter des défauts dans l'isolation des réservoirs, utilisant la réflexion des ondes à la manière d'une échographie pour localiser de potentiels défauts dans la structure. Les soudures et les défauts se révélaient alors nettement sur l'écran de l'oscilloscope relié au récepteur de l'appareil de mesure. Les vents et fortes pluies qui touchèrent Cap Canaveral la semaine suivante n'entravèrent pas la marche des activités autour du S-IV dans le hangar, mais des pannes de téléphones et d’ascenseurs sur le pas de tir 37B, firent perdre trois jours de travail à l'équipe de lancement. Les opérations atteignirent une cadence élevée à la mi-octobre. Après l'érection du S-IV, le 11 octobre, le bureau du chef des essais, Robert Moser, modifia le planning des opérations pré-lancement et donna à Douglas une semaine supplémentaire pour tester et modifier le S-IV, ainsi que pour faire des essais de remplissage de ses ergols, l'oxygène et l'hydrogène liquides. Moser maintint initialement la date de lancement au 6 décembre, en « comprimant » au maximum la phase d'essais prévue en novembre, mais Douglas découvrit que les essais demanderaient un temps considérable. Le 17 octobre, la compagnie demanda une rallonge de temps, ce qui fut finalement accordé à contre-cœur.
Bien que l'érection du S-IV fût l'activité principale du 11 octobre, les rapports d'avancement ce jour-là mentionnèrent également un problème inquiétant : une chemise fissurée dans le circuit des actionneurs hydrauliques du moteur no 3 du premier étage S-I. Cette chemise, une pièce métallique cylindrique d'un centimètre de long, était en fait un élément présent sur la plupart des circuits hydrauliques et pneumatiques utilisés par le premier étage. Les techniciens remplacèrent cette chemise défaillante le 15 octobre et continuèrent les vérifications de l'actionneur hydraulique. L'incident causa toutefois une grande inquiétude parmi les équipes de Huntsville, qui avaient déjà noté des fissures similaires lors de tests de pressurisation. Le 22 octobre furent entreprises une série de vérifications des moteurs du S-I, qui révélèrent douze fissures similaires supplémentaires. Ces chemises et les conduites associées furent remplacées pendant les deux semaines suivantes. Un autre report de cinq jours de la date de lancement fut décidé à la fin du mois d'octobre.
L'assassinat du président Kennedy ralentit les opérations pour trois jours mais, fin novembre, le programme révisé était toujours d'actualité. Le 26 novembre, un test des réservoirs cryogéniques se déroula sans problème majeur jusqu'au soir, lorsque l'hydrogène liquide commença à remplir le réservoir de l'étage S-IV. Les trois phases habituelles de remplissage — remplissage lent, remplissage rapide et complément — se déroulaient bien, mais Albert Zeiler, arrivant au pas de tir LC-37 pour observer la fin de la procédure, entendit une explosion, sans pouvoir immédiatement avertir Andrew Pickett, chef de la Division Mécanique et Propulsion. Des techniciens virent des flammes depuis des points d'observation et des postes de télévision, mais le remplissage du réservoir fut tout-de-même achevé. Une inspection menée ultérieurement révéla que de l'eau avait pénétré par l'un des évents du circuit d'hydrogène et qu'elle l'avait fissuré en gelant dans les conduits, ce qui avait laisser fuir de l'hydrogène liquide à l'intérieur de la structure de la fusée et causé l'explosion pendant le remplissage. Le départ d'incendie fut rapidement « soufflé » par une injection d'hélium à haute pression dans le circuit défaillant. Cet incident poussa de nouveau Robert Moser à décaler une partie des opérations de lancement pour plus d'une semaine, avec des tests cryogéniques devant être reproduits le 6 décembre et un potentiel autre report d'une semaine des opérations de lancement.
Bien qu'il y eût également quelques problèmes lors du test cryogénique suivant, le lancement était toujours attendu avant Noël 1963. Toutefois, le 10 décembre, l'équipe de lancement découvrit sa quatrième chemise fissurée en deux jours. La découverte de sept chemises défaillantes supplémentaires sur le seul jour suivant décida le centre Marshall à reporter le lancement d'un mois, malgré une simulation de vol réussie réalisée le 13. Dans l'intervalle de temps, l'équipe de lancement dut remplacer toutes les chemises dans les circuits hydrauliques et pneumatiques considérées comme critiques pour le vol. Toutefois, les chemises fragiles ne furent pas le dernier problème de la mission SA-5 : pendant la simulation du vol du 13 décembre, la section responsable de la télémesure fut victime d'interférences dans la bande radio des 400 à 450 MHz. Il fallut plusieurs jours et une vérification HF aux équipes de la section pour découvrir que le système d'autodestruction de la fusée pouvait en fait capter à merveille — et « mal interpréter » — des signaux radio parasites provenant de l'Air Force Range, bien qu'ils fussent 42 MHz au-dessus du spectre de fréquences utilisé par le système de la fusée. De nombreux tests réalisés ultérieurement permirent d'envisager que ces signaux parasites étaient en fait captés par la structure même de la fusée ou par ses structures de service, sans toutefois pouvoir définir avec certitude la cause de leur mélange avec les signaux « normaux » envoyés par les équipes au sol. Par précaution, un amplificateur radio relié à une station de poursuite au sol fut retiré.

### Lancement
La première tentative de lancement était prévue pour le 27 janvier 1964, tout se déroulant comme prévu jusqu'à ce que 93 % de l'oxygène liquide (LOX) ait été chargé dans les réservoirs du premier étage. À ce moment-là, les équipes au sol basculèrent le remplissage du mode rapide « fast fill » (remplissage rapide) au mode « replenishement », qui avait un débit bien plus faible. Toutefois, le niveau de LOX dans les réservoirs commença à baisser, ce qui signifiait que le réservoir ne se remplissait pas. La cause découverte fut la présence d'une plaque obturatrice utilisée pendant les tests oubliée à l'intérieur du circuit d'approvisionnement. Elle ne pouvait pas être retirée facilement et la date de lancement dut être reportée de deux jours,.
Le jour de la deuxième tentative de lancement, il y eut un arrêt de compte à rebours de 73 minutes le 29 janvier en raison de perturbations radio dans le radar en bande C et sur la fréquence du système d'autodestruction,, mais le tir put avoir lieu. La fusée décolla finalement sous un ciel couvert le 29 janvier 1964 à 11 h 25 EST (16 h 25 min 1 s UTC), du complexe de lancement LC-37B (en), à Cap Canaveral,. La fusée retourna 1 183 prises de mesures vers sept stations de réception au sol pendant son vol, alors qu'en parallèle elle était poursuivie par six télescopes. Pendant les mille premiers mètres de son ascension, elle fut filmée par treize caméras, qui observaient le moindre mouvement en roulis, lacet et tangage.
La séparation des deux étages actifs de la fusée fut enregistrée par huit caméras, qui elles-mêmes se séparèrent de la fusée pour être récupérées à environ 800 km du pas de tir dans l'océan Atlantique. L'ensemble du système de séparation d'étages fonctionna parfaitement, avec les rétrofusées s’allumant sur le premier étage pour le ralentir et les fusées de tassement à la base du deuxième étage S-IV se chargeant de plaquer les ergols au fond des réservoirs avant l’allumage de ses moteurs, les deux événements étant séparés par le sectionnement de boulons explosifs pour désolidariser les deux étages.
Après une combustion de huit minutes, le second étage entra dans une orbite de 262 × 785 km. Avec une masse de 16 965 kg, il était devenu le plus gros satellite à avoir jamais atteint l'orbite à cette période. Cependant, l'atteinte de l'orbite terrestre n'était pas initialement un objectif de la mission mais seulement un « bonus ». Il démontra au public américain que les États-Unis pouvaient tout à fait construire des lanceurs aussi gros que ceux de l'Union soviétique.
L'ensemble de la mission fut considéré comme un succès, tous les objectifs ayant été remplis,,.